# حارة الصراطح (صنعاء)

تعديل مصدري - تعديل

حارة الصراطح هي إحدى حارات حي السواد بضواحي الأمانة مديرية سنحان وبني بهلول، بلغ تعداد سكانها 537 نسمة حسب تعداد اليمن لعام 2004.